# Tianzhu
Tianzhu, även känt som Bairi på tibetanska, är ett autonomt härad för tibetaner i Wuweis stad på prefekturnivå i provinsen Gansu i nordvästra Kina. Området tillhör den tibetanska kulturgeografiska regionen Kham.
Tianzhu är indelat i 14 köpingar, fem socknar och två administrativa enheter på sockennivå.
Köpingar (zhen):

- Anyuan (安远镇)
- Dachaigou (打柴沟镇)
- Dahonggou (大红沟镇)
- Duoshi (朵什镇)
- Haxi (哈溪镇)
- Huazangsi (华藏寺镇)
- Qilian (祁连镇)
- Saishisi (赛什斯镇)
- Shimen (石门镇)
- Songshan (松山镇)
- Tanshanling (炭山岭镇)
- Tiantang (天堂镇)
- Xidatan (西大滩镇)
- Zhuaxi Xiulong (抓喜秀龙镇)

Socknar (xiang):

- Danma (旦马乡)
- Dongdatan (东大滩乡)
- Dongping (东坪乡)
- Maozang (毛藏乡)
- Sailalong (赛拉隆乡)

Områden på sockennivå:
- Tianzhu Jiancai Chang fabrik (天祝建材厂)
- Tianzhu Meidian Gongsi kol- och elbolag (天祝煤电公司)